# Asymphorodes
Asymphorodes é um gênero de traça pertencente à família Agonoxenidae.